# گوزن بریتانیای کبیر
شش گونه گوزن در بریتانیای کبیر به صورت وحشی زندگی می‌کنند: گوزن قرمز اسکاتلندی، شوکا، گوزن زرد، گوزن ژاپنی، گوزن فریادکش ریوز و گوزن آبی چینی. از میان آن‌ها، گوزن‌های قرمز اسکاتلندی و شوکا بومی هستند و در سراسر دوران هولوسن در جزایر زندگی می‌کردند. گوزن زرد پس از مرگ در آخرین عصر یخبندان، دو بار توسط رومی‌ها و نورمن‌ها معرفی شد. سه مورد دیگر گونه‌های بیگانه گریخته یا رهاشده هستند.